# Hexanchorus inflatus
Hexanchorus homaeotarsoides – gatunek chrząszcza z rodziny osuszkowatych.
Gatunek ten opisany został w 2013 roku przez Crystal A. Maier na łamach „ZooKeys”. Jako miejsce typowe wskazano górny bieg Rio Cunucunuma na północ od Cerro Duida w wenezuelskim stanie Amazonas.
Chrząszcz o wydłużonym, umiarkowanie z wierzchu sklepionym ciele długości od 2,5 do 2,9 mm. Ubarwienie ma ciemnobrązowe z brązowoczarnym spodem oraz brązowymi nasadami czułków i ud. Głowa ma mikrosiateczkowanie i przeciętnie grube, gęste punktowanie. Zaopatrzona jest w nadustek o ściętej krawędzi przedniej oraz półkuliste, z tyłu zwężone oczy obrzeżone długimi, zakrzywionymi, czarnymi szczecinkami. Czułki są długie i rozprostowane ku tyłowi przekraczają poprzeczną bruzdę na przedpleczu. Przedplecze jest niewiele dłuższe niż szerokie, o prostych kątach przednich, rozwartych kątach tylnych, lekko zafalowanych krawędziach bocznych, a krawędzi tylnej słabo zafalowanej z płatem pośrodku. Na powierzchni przedplecza brak jest wcisku pośrodkowego podłużnego, a wcisk w części tylno-środkowej jest słabo zaznaczony. Tarczka jest silnie wysklepiona, nieco dłuższa niż szersza. Pokrywy mają dziesięć rzędów z punktami oddalonymi od siebie o 3–4 średnice oraz międzyrzędy porośnięte krótkim, gęstym owłosieniem. Kształt pokryw jest mocno nabrzmiały w tylnej części. Trzeci z widocznych sternitów odwłoka u samicy ma pośrodkowy wyrostek. Samiec odznacza się szeroko zakrzywionym edeagusem z gładkim, niepiłkowanym wierzchołkiem.
Owad neotropikalny, znany wyłącznie ze stanu Amazonas w Wenezueli.